# Yuria 100 Shiki
Yuria 100 Shiki (яп. ユリア100式 Юриа 100 Сики) — манга Нобуто Хагио, выходящая с 2006 по 2010 годы. В июле 2009 года, была анонсирована видео-адаптация манги, без уточнения какой именно формат подразумевается. В сентябре стало известно, что адаптация будет в формате игрового фильма. Она вышла в ноябре, на DVD, в двух версиях — с цензурой и без.

## Сюжет
Сюжет повествует о секс-кукле Юрии, разработанной профессором Аюму Акибой и сбежавшей от своего создателя. Её подобрал второй главный герой, Сюнсукэ Кубо и оставил жить у себя. К своей соседке он относится как к сестре, Юриа же в свою очередь не хочет становиться секс-рабыней. Тем не менее, ввиду своей природы, Юриа постоянно, хотя и безуспешно домогается Кубо.

## Персонажи
- Юриа, тип 100 (яп. ユリア100式 Юриа 100 сики) — главная героиня, секс-кукла разработанная профессором Аюму Акибой. Она станет секс-рабыней первого мужчины, который введет в неё член. Таковым по замыслу её создателя должен был стать сам Аюму, однако, Юриа сбежала от него. Влюблена в приютившего её Кубо и несмотря на страх стать секс-рабыней, постоянно пытается соблазнить его. Из чего, однако, ничего не выходит, так как сам Кубо хранит верность своей невесте.
- Сюнсукэ Кубо (яп. 久保瞬介 Кубо Сюнсукэ) — главный персонаж. Студент живущий в одиночестве и подобравший Юрию. Помолвлен с дочерью богатого семейства, однако, его невеста живёт в другом городе и часто видеться с ней он не может. К своей сожительнце относится как к сестре и упорно сопротивляется попыткам себя соблазнить.